# Casa Militar (Argentina)
La Casa Militar de Argentina es un organismo encargado de la seguridad del presidente de la Nación. Es de naturaleza militar y depende del Poder Ejecutivo Nacional por intermedio de la Secretaría General de la Presidencia, en el ámbito de la presidencia de la Nación.
Su jefe actual es el general de brigada Sebastián Ignacio Ibáñez.
Funciona de forma coordinada con el Regimiento de Granaderos a Caballo «General San Martín» del Ejército Argentino y se está encargado de los establecimientos presidenciales, que incluye a la Casa Rosada (ciudad de Buenos Aires) y la Quinta presidencial de Olivos (Olivos, provincia de Buenos Aires).
La Casa Militar está constituida por:
- El edecán de Ejército.
- El edecán naval.
- El edecán aeronáutico.
- La Agrupación Técnica.
- La Agrupación Seguridad e Inteligencia.

Como organismo de la Presidencia, existe desde 1956 (por lo menos).